# Marcel Alavoine
Marcel Alavoine, född 3 april 1898, död december 1967,  var en friidrottare från Belgien. Han deltog vid olympiska sommarspelen 1924.